# Queens Park (del av en befolkad plats)
Queens Park är en del av en befolkad plats i Australien. Den ligger i kommunen Canning och delstaten Western Australia, nära delstatshuvudstaden Perth.
Runt Queens Park är det tätbefolkat, med 790 invånare per kvadratkilometer.. Närmaste större samhälle är Perth, nära Queens Park. 
Runt Queens Park är det i huvudsak tätbebyggt. Genomsnittlig årsnederbörd är 1 018 millimeter. Den regnigaste månaden är maj, med i genomsnitt 176 mm nederbörd, och den torraste är februari, med 9 mm nederbörd.